# Sinogomphus peleus
Sinogomphus peleus – gatunek ważki z rodziny gadziogłówkowatych (Gomphidae). Występuje w Chinach; stwierdzony w prowincjach Fujian i Zhejiang.